# Kristina Knott
Kristina Marie Knott (Orlando, 25 settembre 1995) è una velocista filippina, detentrice del record nazionale dei 100 e 200 metri piani..

## Biografia
Nasce nella città statunitense di Orlando il 25 settembre 1995, figlia di un afroamericano, Harold Knott, e di una filippina originaria di Imus, Rizalina Lamb. È sorella minore dei gemelli Derek ed Eric, rispettivamente lunghista e astista.
Studia inizialmente all'Arkansas State University, prima di trasferirsi presso l'Università di Miami.

## Record nazionali
Seniores
- 100 metri piani: 11"27 ( Des Moines, 29 agosto 2020)
- 400 metri piani: 23"01 ( New Clark City, 7 dicembre 2019)

## Progressione

### 100 metri piani
| Stagione | Tempo | Luogo       | Data      | Rank. Mond. |
| -------- | ----- | ----------- | --------- | ----------- |
| 2021     | 11"28 | Baton Rouge | 24-4-2021 | –           |
| 2020     | 11"27 | Des Moines  | 29-8-2020 | –           |
| 2019     | 11"42 | Chongqing   | 7-6-2019  | –           |
| 2018     | 11"50 | Tampa       | 24-5-2018 | –           |
| 2017     | 11"47 | Gainesville | 31-3-2017 | –           |
| 2016     | 11"44 | Lafayette   | 15-5-2016 | –           |
| 2015     | 11"65 | Mobile      | 10-5-2015 | –           |
| 2014     | 12"14 | Winter Park | 18-4-2014 | –           |
| 2013     | 12"19 | Winter Park | 13-4-2013 | –           |
| 2012     | 12"55 | Winter Park | 21-3-2012 | –           |
| 2011     | 12"67 | Winter Park | 21-4-2011 | –           |

### 200 metri piani
| Stagione | Tempo | Luogo             | Data      | Rank. Mond. |
| -------- | ----- | ----------------- | --------- | ----------- |
| 2021     | 23"17 | Baton Rouge       | 24-4-2021 | –           |
| 2020     | 25"18 | Winter Park       | 1-8-2020  | –           |
| 2019     | 23"01 | New Clark City    | 7-12-2019 | –           |
| 2018     | 23"45 | Giacarta          | 28-8-2018 | –           |
| 2017     | 23"39 | Gainesville       | 28-4-2017 | –           |
| 2016     | 23"23 | Lawrence          | 28-5-2016 | –           |
| 2015     | 23"72 | Mobile            | 10-5-2015 | –           |
| 2014     | 25"44 | Winter Park       | 18-4-2014 | –           |
| 2013     | 25"04 | Bunnell           | 25-4-2013 | –           |
| 2012     | 24"61 | Jacksonville      | 5-5-2012  | –           |
| 2011     | 25"46 | Altamonte Springs | 30-4-2011 | –           |

## Palmarès
| Anno | Manifestazione      | Sede     | Evento      | Risultato  | Prestazione | Note                                     |
| ---- | ------------------- | -------- | ----------- | ---------- | ----------- | ---------------------------------------- |
| 2018 | Giochi asiatici     | Giacarta | 100 m piani | Semifinale | 11"55       |                                          |
| 2018 | Giochi asiatici     | Giacarta | 200 m piani | 6ª         | 23"51       |                                          |
| 2019 | Campionati asiatici | Doha     | 100 m piani | Semifinale | 11"77       |                                          |
| 2019 | Campionati asiatici | Doha     | 200 m piani | Semifinale | 23"73       |                                          |
| 2021 | Olimpiadi           | Tokyo    | 200 m piani | Batteria   | 23"80       |                                          |
| 2022 | Mondiali indoor     | Belgrado | 60 m piani  | Batteria   | 7"39        | Miglior prestazione personale stagionale |
| 2023 | Campionati asiatici | Bangkok  | 100 m piani | 6ª         | 11"61       |                                          |
| 2023 | Campionati asiatici | Bangkok  | 200 m piani | 4ª         | 23"39       |                                          |
| 2023 | Giochi asiatici     | Hangzhou | 100 m piani | Batteria   | 11"77       |                                          |
| 2023 | Giochi asiatici     | Hangzhou | 200 m piani | 6ª         | 23"79       |                                          |